# Cantone di Montrésor
Il Cantone di Montrésor era una divisione amministrativa dell'arrondissement di Loches.
A seguito della riforma approvata con decreto del 18 febbraio 2014, che ha avuto attuazione dopo le elezioni dipartimentali del 2015, è stato soppresso.

## Composizione
Comprendeva i comuni di:
- Beaumont-Village
- Chemillé-sur-Indrois
- Genillé
- Le Liège
- Loché-sur-Indrois
- Montrésor
- Nouans-les-Fontaines
- Orbigny
- Villedômain
- Villeloin-Coulangé